# Myeong di Samhan
Myeong (명왕?, 明王?; fl. II secolo a.C.) è stato un sovrano coreano, re dal 144 al 113 a.C. della confederazione di Mahan.
Il suo nome personale era Mu (무?, 武?). Fu succeduto da Hyo.